# Hervé Gaymard

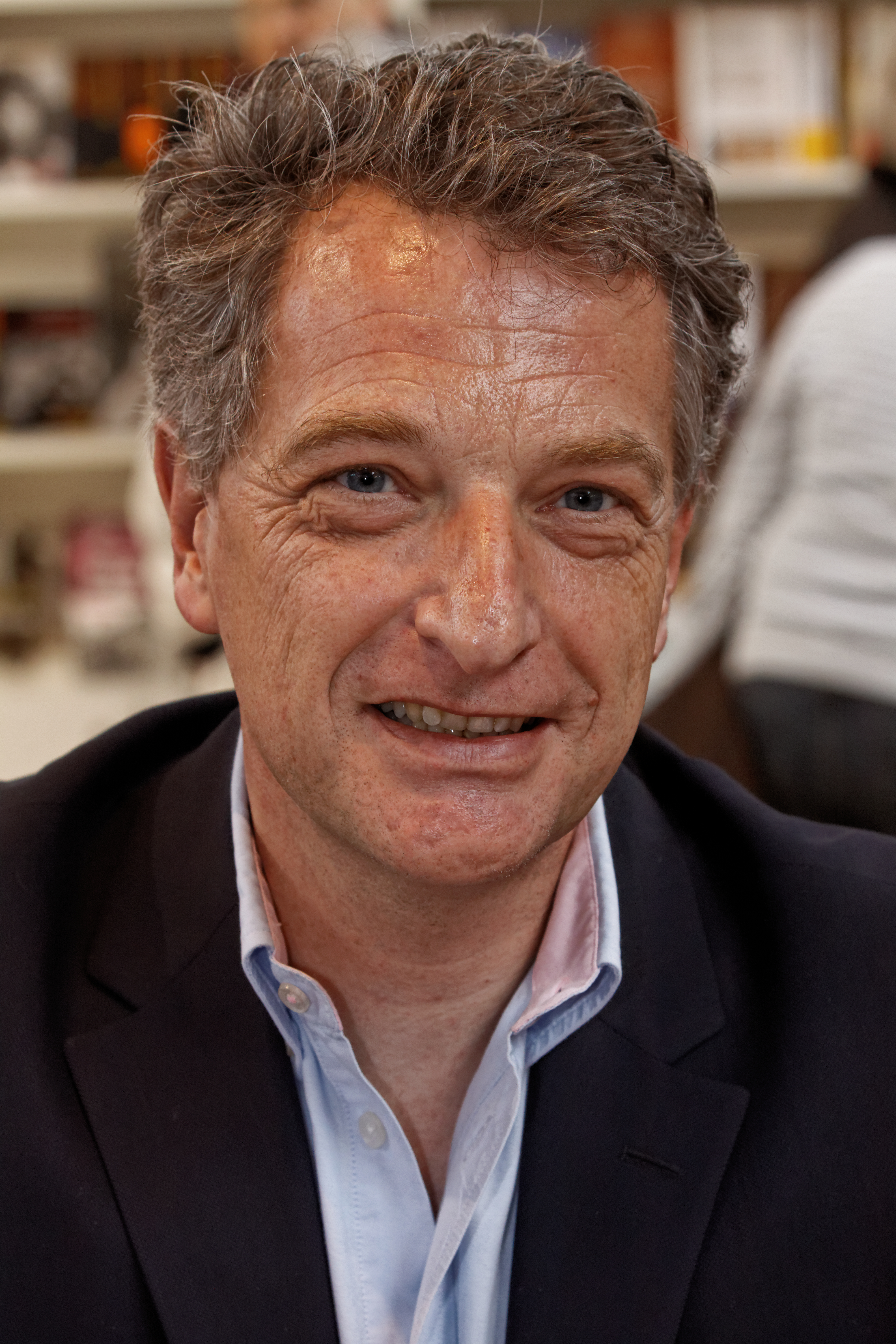
Hervé Gaymard en 2012

Hervé Gaymard (nacido el 31 de mayo en 1960 en Bourg-Saint-Maurice, Saboya) es un político francés y miembro del partido conservador UMP. Sirvió como Ministro de Finanzas del país desde el 30 de noviembre de 2004 hasta su resignación el 25 de febrero de 2005.